# Stenetra
Stenetra is een geslacht van vliesvleugeligen uit de familie Pteromalidae. De wetenschappelijke naam van dit geslacht is voor het eerst geldig gepubliceerd in 1931 door Masi.

## Soorten
Het geslacht Stenetra omvat de volgende soorten:
- Stenetra hungarica (Szelényi, 1982)
- Stenetra ligustica Masi, 1931